# Tilo Schulz
Tilo Schulz (* 1972 in Leipzig) ist ein deutscher Künstler, Kurator und Autor.
Schulz war Gastdozent an der Hochschule für Grafik und Buchkunst Leipzig, der Universität Witten/Herdecke und der Zeppelin University, Friedrichshafen. Von 2000 bis 2004 war er Mitbegründer und -herausgeber der Kulturzeitschrift spector cut+paste.

## Leben
Tilo Schulz wuchs in Leipzig auf. Er ist als Künstler Autodidakt.
Schulz’ Arbeiten wurden in wichtigen Ausstellungen wie der Manifesta 2 in Luxemburg, German Open im Kunstmuseum Wolfsburg, Repeat Performance im Artist Space in New York und 50 Jahre documenta im Fridericianum in Kassel gezeigt.
Seit 2007 war Schulz mit umfangreichen internationalen Einzelausstellungen zu sehen; u. a. in der Galerie für Zeitgenössische Kunst Leipzig, der Secession in Wien, der Blackwood Gallery in Mississauga/Toronto und dem ICA in Dunaújváros.
Neben seiner Ausstellungstätigkeit als Künstler hat Tilo Schulz seit 1996 Ausstellungen kuratiert; u. a. squatting. erinnern, vergessen, besetzen (zusammen mit Jörg van den Berg) in der Temporären Kunsthalle 2010 in Berlin, Reduction & Suspense (zusammen mit Eva Kraus) im Magazin4 2009 in Bregenz und e.w.e. – exhibition without exhibition zwischen 1997 und 2001.
Schulz erhielt mehrere Stipendien, darunter IASPIS in Stockholm und ein Forschungsstipendium des Friedrich-Kiesler-Zentrum. 2011 war er Stipendiat der Villa Aurora in Los Angeles. 1993 erhielt er den Deutschen Künstlerbund Preis, 2001 den Max-Pechstein-Preis und 2009 den Kunstpreis der Stadt Nordhorn.
Tilo Schulz lebt und arbeitet in Berlin-Kreuzberg.

## Werk
Schulz hinterfragt Ästhetikdiskussionen auf ihre ideologische und soziologische Motivation. Dabei verknüpft er historische Debatten mit aktuellen Fragen.
Die Referenzen reichen von den Intarsien-Wandverkleidungen der Studiolos des mächtigen Renaissance-Fürsten Federigo da Montefeltro über die fruchtbare Freundschaft des amerikanischen Künstlers Frederic Remington und späteren US-Präsidenten Theodore Roosevelt Ende des 19. Jahrhunderts bis zur Rolle des Abstrakten Expressionismus im Kalten Krieg.
Neben seinen komplexen Rauminszenierungen hat Schulz parallel ein zeichnerisches und malerisches Werk geschaffen, in dem er die Beschäftigung mit dem Impliziten in der politischen Kunst und politischen Metaphern in der Abstraktion fortsetzt.